# Mamadou Bâ
Mamadou Bâ (Boké, 1 april 1930 - Parijs, 26 mei 2009) was een Guinees politicus.
Bâ was moslim en afkomstig van de etnische groep der Fulbe. Hij studeerde financiële economie en begon zijn loopbaan bij de centrale bank van Guinee, maar ontvluchtte in de jaren 1960 het land voor het regime van de eerste president van Guinee Sékou Touré. Hij werd in 1969 ter dood veroordeeld. Mamadou Bâ werkte vervolgens voor de Wereldbank in Washington, en in Ivoorkust.
Na de dood van Sékou Touré in 1984 en de staatsgreep van generaal Lansana Conté keerde hij terug naar Guinee. In 1993 deed hij mee aan de eerste pluralistische presidentsverkiezingen van het land, toen Conté de overwinning behaalde. Bâ voerde oppositie tegen Conté en was tot 2007 leider van de "Union des forces démocratiques de Guinée" (UFDG), die nadien geleid werd door oud-premier Cellou Dalein Diallo. Hij overleed in mei 2009 in Frankrijk aan kanker.